# Музеї Бережанського району
У Бережанському районі станом на 2010 р. діють 18 громадських музеїв та музейних кімнат. 
- Музей родини Лепких в с. Жуків (1991);
- «Світлиця» в с. Урмань (1991);
- Берегиня» в с. Куропатники (1991);
- кімната-музей Б. Лепкого у Бережанській гімназії ім. Б. Лепкого (1997);
- музеї «Світлиця» в школі №3 м. Бережани (1997) (на даний час вже не функціонує)[джерело?]
- Музей історії села та школи в с. Потутори (1997) (до 2008 — кімната народознавства «Джерельце»)
- зал стрілецької славив с. Жуків (1997).
- Музейна камера-меморіал в Бережанах (2000)
- Музей історії РВ УМВСУ також в Бережанах (2001)
- Музей М. Шашкевича в школі № 1 м. Бережани (2002)
- Музей школи в школі № 1 м. Бережани (2004)
- Музей УПА в с. Слов’ятин (2004)
- Кімната-музей історії Бережанської гімназії (2005)
- Музей «Село на чотирьох горбах» в с. Лапшин (2005)
- Музеї історії села та школи в с. Рекшин (2005)
- музей Івана Гавдиди «Пам’ять» (2005) (до 2007 — Музеї історії села та школи)
- Музей різьби ім. Михайла Орисика в с. Гутисько (2006)
- Музей побуту лемків в с. Гутисько (2006)
- Музей ім. Галини Дидик в Шибалині (2007)

За своїм профілем 11 музеїв є історико-краєзнавчими, 4 – народознавчими, а 3 – літературними. 
Загальна експозиційна площа цих музеїв становить понад 2 тис. м², загальний музейний фонд нараховує понад 3300 експонатів, в т.ч. 1199 оригінальних. Згідно зі звітами музеїв у 2009 р. вони прийняли 4305 відвідувачів, провели 237 екскурсії та 93 масових заходи[джерело?]. 
Експозиційна площа більшості громадських музеїв обмежується однією кімнатою. 
До музейного комплексу УПА в Слов’ятині, до якого входить церковна капличка, дві землянки та музейне приміщення. Тут постійно проводяться збори пластунів Бережанського району і Тернопільщини[джерело?].